# Heyderia americana
Heyderia americana är en svampart som beskrevs av Sacc. & Ellis 1882. Heyderia americana ingår i släktet Heyderia och familjen Hemiphacidiaceae.   Inga underarter finns listade i Catalogue of Life.